# Dmitriy Gruzdev
Dmitriy Gruzdev é um ciclista profissional cazaque nascido a 13 de março de 1986. Compete pela equipa Astana desde 2012, equipa ao que chegou em 2011 como stagiaire. Anteriormente também tinha corrido por equipas cazaques como a Capec (2006) e a Ulan (2008).
Especialista em contrarrelógio, em 2011 foi campeão de seu país, bem como também tem sido vice campeão da Ásia em duas oportunidades e na mesma especialidade.

## Palmarés
2005
- 3º no Campeonato Asiático em Estrada

2007
- 2º no Campeonato do Cazaquistão Contrarrelógio

2008
- 1 etapa do Tour de Hainan

2009
- 3º no Campeonato do Cazaquistão em Estrada

2011
- Campeonato do Cazaquistão Contrarrelógio
- 2º no Campeonato Asiático Contrarrelógio

2012
- 2º no Campeonato Asiático Contrarrelógio
- Campeonato do Cazaquistão Contrarrelógio
- Tour de Hainan, mais 1 etapa

2014
- Campeonato Asiático Contrarrelógio
- 3º no Campeonato Asiático em Estrada

2016
- Campeonato do Cazaquistão Contrarrelógio

2017
- Campeonato Asiático Contrarrelógio

2019
- 2º no Campeonato do Cazaquistão Contrarrelógio
- 2º no Campeonato do Cazaquistão em Estrada

## Resultados nas Grandes Voltas e Campeonatos do Mundo
| Carreira           | 2006 | 2007 | 2008 | 2009 | 2010 | 2011 | 2012 | 2013 | 2014 | 2015 | 2016 | 2017 | 2018 | 2019 |
| ------------------ | ---- | ---- | ---- | ---- | ---- | ---- | ---- | ---- | ---- | ---- | ---- | ---- | ---- | ---- |
| Giro d'Italia      | -    | -    | -    | -    | -    | -    | -    | 146º | -    | -    | -    | -    | -    | -    |
| Tour de France     | -    | -    | -    | -    | -    | -    | -    | -    | 130º | 131º | -    | 115º | F.c. | -    |
| Volta a Espanha    | -    | -    | -    | -    | -    | -    | -    | -    | -    | -    | 119º | -    | -    | -    |
| Mundial em Estrada | -    | -    | -    | -    | -    | -    | -    | -    | -    | -    | Ab.  | 128º | -    | Ab.  |

-: não participa

F.c.: desclassificado por "fora de controle"

Ab.: abandono